# Мерседес (департамент)
Департамент Мерседес  (исп. Departamento de Mercedes) — департамент в Аргентине в составе провинции Корриентес.
Территория — 9588 км². Население — 40667 человек. Плотность населения — 4,20 чел./км².
Административный центр — Мерседес.

## География
Департамент расположен в центральной части провинции Корриентес.
Департамент граничит:
- на севере — с департаментом Итусайнго
- на востоке — с департаментом Сан-Мартин
- на юго-востоке — с департаментом Пасо-де-лос-Либрес
- на юго-западе — с департаментом Курусу-Куатия
- на западе — с департаментом Сан-Роке
- на северо-западе — c департаментом Консепсьон

## Административное деление
Департамент включает 3 муниципалитета:
- Мерседес
- Фелипе-Йофре
- Мариано-И.Лоса

## Важнейшие населенные пункты[3]
| № | Населённый пункт | Населённый пункт (исп.) | Категория | Население чел. (2010) | На карте                        |
| - | ---------------- | ----------------------- | --------- | --------------------- | ------------------------------- |
| 1 | Мерседес         | Mercedes                | город     | 33551                 | 29°10′54″ ю. ш. 58°04′48″ з. д. |
| 2 | Мариано-И.Лоса   | Mariano I. Loza         | поселок   | 1843                  | 29°22′36″ ю. ш. 58°11′41″ з. д. |
| 3 | Фелипе-Йофре     | Felipe Yofre            | поселок   | 1435                  | 29°06′13″ ю. ш. 58°20′30″ з. д. |